# سیلدنافیل
سیلدنافیل سیترات که با نام تجاری ویاگرا و اسامی دیگر به فروش می‌رسد، یکی از داروهای مورد استفاده در درمان اختلال نعوظ و افزایش فشار خون شریانی ریوی و کمک به بهبود فشار خون در افراد دارای فشار خون پایین است. این دارو نخستین بار توسط شرکت داروسازی فایزر به بازار عرضه شد. سیلدنافیل باعث مهار فسفودی‌استراز نوع ۵ ویژه گوانوزین مونوفسفات حلقوی (PDE5) می‌شود. این آنزیم جریان خون در آلت تناسلی مرد را تنظیم می‌کند. سیلدنافیل از زمانی که در سال ۱۹۹۸ در دسترس قرار گرفته‌است یکی از مهم‌ترین داروها برای درمان اختلال نعوظ به‌شمار می‌رود. این دارو از طریق دهان یا تزریق وریدی مصرف می‌شود. شروع اثرگذاری آن معمولاً در عرض ۲۰ دقیقه است و حدود ۲ ساعت طول می‌کشد.

## تاریخچه
سیلدنافیل (ترکیب UK-92,480) توسط گروهی از شیمی‌دانان دارویی به سرپرستی سایمون کمپبل در مرکز تحقیقاتی شرکت فایزر واقع در سندویچ، کنت، انگلستان ساخته شد. این دارو ابتدا برای درمان فشار خون بالا (هیپرتانسیون) و آنژین صدری (یکی از علائم بیماری قلبی ایسکمیک) مورد مطالعه قرار گرفت. اولین آزمایش‌های بالینی در بیمارستان مورستون در سوانزی انجام شد. آزمایش‌های فاز اول بالینی به سرپرستی ایان استرلو نشان داد که دارو تأثیر کمی بر آنژین دارد، اما می‌تواند موجب ایجاد نعوظ‌های قابل توجه شود.
بنابراین، شرکت فایزر تصمیم گرفت این دارو را برای درمان اختلال نعوظ به بازار عرضه کند، نه برای درمان آنژین. این تصمیم به یکی از نمونه‌های معروف «بازتعریف کاربرد دارویی» تبدیل شد. این دارو در سال ۱۹۹۶ به ثبت رسید و در ۲۷ مارس ۱۹۹۸ توسط سازمان غذا و داروی آمریکا (FDA) برای درمان اختلال نعوظ تأیید شد. این دارو اولین درمان خوراکی تأییدشده برای اختلال نعوظ در ایالات متحده بود و در همان سال در این کشور به فروش رسید. سیلدنافیل به سرعت به موفقیت بزرگی دست یافت و فروش سالانه آن در سال ۲۰۰۸ به ۱.۹۳۴ میلیارد دلار آمریکا رسید.

## موارد مصرف
- درمان اختلال نعوظ و افزایش نعوظ
- درمان فشار خون بالای شریانی ریوی
- سیلدنافیل و سایر مهارکننده‌های PDE5 برای کاهش وازواسپاسم و درمان ایسکمی و زخم‌های شدید انگشتان دست و پا برای افراد مبتلا به سندرم رینود ثانویه تجویز می‌شود.[۱۲][۱۳] این داروها دارای اثر متوسطی برای کاهش فرکانس و مدت زمان رخدادهای وازواسپاتیک هستند.[۱۲] تا سال ۲۰۱۶ نقش آن‌ها به‌طور کلی در درمان سندرم رینود مشخص نبود.[۱۳]

## مکانیسم اثر
سیلدنافیل باعث مهار نوع شماره ۵ آنزیم فسفودی استراز ویژهٔ cGMP می‌شود. سیلدنافیل با انسداد فسفودی استراز 5 (PDE5)، آنزیمی که باعث تجزیهٔ cGMP می‌شود، جریان خون را در آلت تناسلی مرد تنظیم می‌کند. این کار به برانگیختگی جنسی نیاز دارد. همچنین منجر به گشاد شدن رگ‌های خونی در ریه‌ها می‌شود.

## موارد منع مصرف
- هنگام مصرف مواد تولیدکننده نیتریک اکسید، نیتریت‌ها و نیترات‌های آلی، مانند نیتروگلیسرین و آمیل نیتریت
- در مردانی که آمیزش جنسی به‌دلیل مشکلات قلبی-عروقی برای آن‌ها مضر است.
- اختلال شدید کبدی (کاهش عملکرد کبد)
- اختلال شدید در عملکرد کلیه
- فشار خون پایین
- سکته مغزی یا حمله قلبی اخیر
- اختلالات ارثی دژنراتیو شبکیه

### تداخلات
- افرادی که از مهارکننده‌های پروتئاز برای درمان ایدز نیز استفاده می‌کنند باید مراقبت کنند. مهارکننده‌های پروتئاز متابولیسم سیلدنافیل را مهار می‌کنند، به‌طور مؤثری سطح سیلدنافیل در پلاسما را چند برابر می‌کنند و باعث افزایش بروز و شدت عوارض جانبی می‌شوند. به کسانی که از مهارکننده‌های پروتئاز استفاده می‌کنند توصیه می‌شود که استفاده از سیلدنافیل را تا ۲۵ میلی‌گرم در ۴۸ ساعت محدود کنند.[۱۵] داروهای دیگری که در متابولیسم سیلدنافیل تداخل دارند شامل اریترومایسین و سایمتیدین است که هر دو می‌توانند منجر به طولانی شدن نیمه‌عمر پلاسما شوند.
- استفادهٔ همزمان از سیلدنافیل و مسدود کننده آلفا ۱ (که به‌طور معمول برای فشار خون بالا یا برای شرایط اورولوژیک مانند هیپرتروفی خوش‌خیم پروستات تجویز می‌شود) ممکن است منجر به افزایش فشار خون شود، اما اگر حداقل ۴ ساعت جدا از هم مصرف شود این اثر رخ نمی‌دهد.[۱۶]

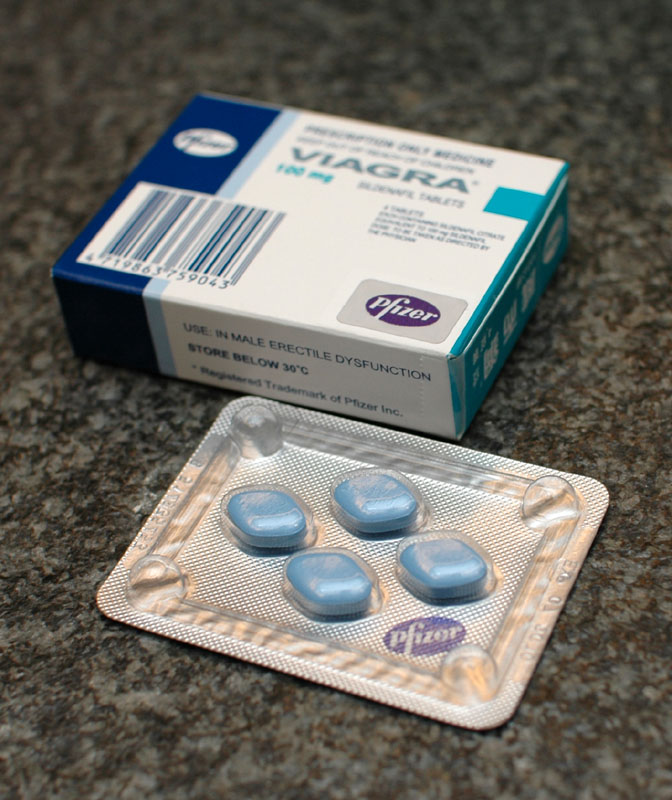
سیلدنافیل که نخستین بار با نام تجاری ویاگرا توسط شرکت داروسازی فایزر به بازار عرضه شد

## عوارض جانبی
در مطالعات بالینی، شایع‌ترین عوارض جانبی استفاده از سیلدنافیل سردرد، گرگرفتگی، سوءهاضمه، گرفتگی بینی و اختلالات بینایی، از جمله نور ریزی و تاری دید ذکر شده‌اند. برخی پس از مصرف سیلدنافیل همه چیز را با سایه آبی رنگ می‌بینند (cyanopsia). برخی دیگر دچار از دست رفتن دید محیطی می‌شوند. عوارض جانبی نادر ولی جدی شامل نعوظ پایدار (priapism)، افت شدید فشار خون، آنفارکتوس میوکارد (سکته قلبی)، آریتمی‌های بطنی، سکته مغزی، افزایش فشار داخل چشمی، و از دست رفتن ناگهانی شنوایی هستند.